# Fibrine
Ne doit pas être confondu avec Fibrilline.

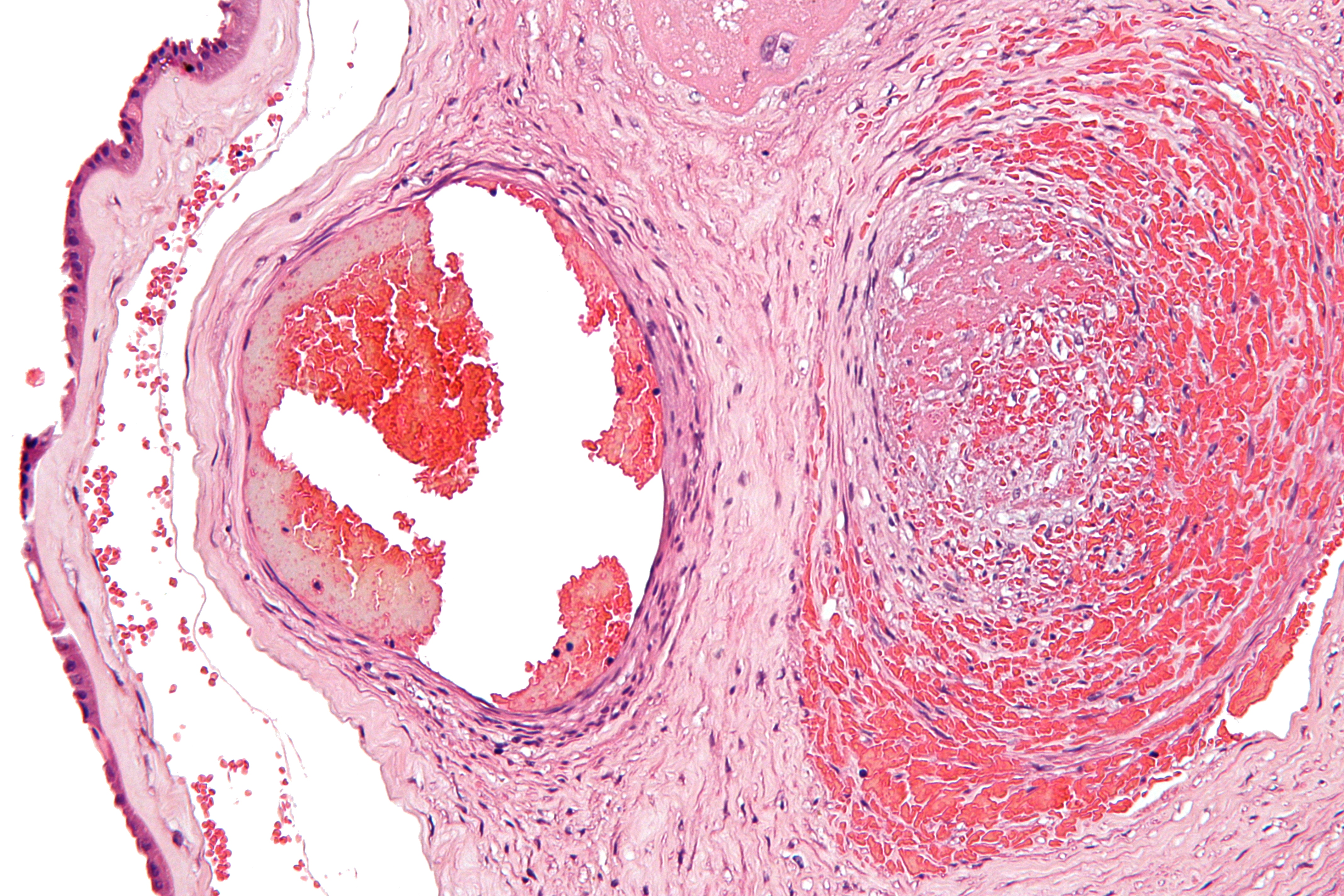
Photographie au microscope montrant la fibrine (partie amorphe rose foncé) dans une veine bloquée entourée d'une extravasation d'érythrocytes (à droite de l'image). Une artère (à gauche de l'image) est aussi visible. Coloration à l'hématoxyline et à l'éosine.

La fibrine est une protéine filamenteuse formée par clivage des domaines sulfatés du fibrinogène (modification post-traductionnelle de la protéine) sous l'action de la thrombine lors de la coagulation sanguine. Elle appartient à la famille des protéines fibreuses. Il s'agit d'une des matières albuminoïdes du sang, qui en contient normalement 2 à 4 %.
La fibrine, qui se rencontre aussi dans la lymphe et, en général, dans tous les exsudats séreux, se retire du sang par le battage. Elle se présente alors sous la forme de filaments blancs qui se voient dans le cas de plaies ulcéreuses. Desséchée, elle ressemble à de la corne. Soluble dans une solution de sel marin, de sulfate et de phosphate de soude, elle se coagule par les acides.
La fibrine ne préexiste pas dans le sang ; elle n'apparaît qu'au moment de la coagulation. La coagulation est la transformation du fibrinogène (soluble) par la thrombine en fibrine insoluble qui conduit à la formation d'un caillot. Dans un caillot, la fibrine forme un maillage qui emprisonne les cellules sanguines.

## Sources et références
1. ↑  « Du fibrinogène à la fibrine et sa dissolution – Académie nationale de médecine | Une institution dans son temps » (consulté le 24 juin 2021)